# كاميلو ألونسو فيغا
كاميلو ألونسو فيغا (بالإسبانية: Camilo Alonso Vega)‏ هو عسكري وسياسي إسباني، ولد في 1889 في فيرول في إسبانيا، وتوفي في 1 يوليو 1971 في مدريد في إسبانيا. انتخب مدير عام الحرس المدني ‏ (1943 – 1955) وانتخب عضو المحاكم الفرانكوية ‏ (1943 – 1969) وانتخب ministro de Gobernación ‏ (5 فبراير 1957 – 29 أكتوبر 1969).